# Vanessa Ziegler
Vanessa Ziegler (* 16. Januar 1999) ist eine deutsche Fußballspielerin.

## Karriere

### Verein
Vanessa Ziegler spielte ab 2014 für den SC Freiburg. Dem Jugendalter entwachsen rückte sie 2016 aus der B-Jugendmannschaft in die zweite Mannschaft auf. Am 13. und 20. November 2016 bestritt sie gar zwei Punktspiele für die erste Mannschaft in der Bundesliga. In den beiden Heimspielen, die jeweils mit 2:1 gegen den SC Sand und den FF USV Jena gewonnen wurden, kam sie als Einwechselspielerin zum Einsatz. 2019 verließ sie den SC Freiburg und schloss sich 2021 dem SV Gottenheim an.

### Nationalmannschaft
Ihr Debüt als Nationalspielerin gab sie am 29. Juni 2016 in Nørre Aaby beim 2:1-Sieg der U16-Nationalmannschaft über die Auswahl Dänemarks im Turnier um den Nordic Cup; ihr erstes Länderspieltor erzielte sie am 30. Juni 2015 in Kolding beim 3:1-Sieg über die Auswahl Schwedens mit dem Treffer zum 2:0 in der 46. Minute. In diesem Ort unterlag sie am 4. Juli 2015 mit ihrer Mannschaft der Auswahl der Niederlande im Finale mit 0:2.
Mit der U17-Nationalmannschaft nahm sie an der vom 4. bis 17. Mai 2016 in Belarus ausgetragenen Europameisterschaft teil und gewann mit dem 3:2-Sieg im Elfmeterschießen über die Auswahl Spaniens auch den Titel. Sie bestritt alle fünf Turnierspiele und erzielte vier Tore. Die Auswahlmannschaft Spaniens revanchierte sich bei der vom 30. September bis 21. Oktober in Jordanien ausgetragenen Weltmeisterschaft mit dem 2:1-Sieg im Viertelfinale.
Ihr Debüt in der U19-Nationalmannschaft gab sie am 12. September 2017 in Duisburg beim 3:0-Sieg über die Auswahl des Kosovos.

## Erfolge
- U17-Europameister 2016
- Nordic-Cup-Finalist 2015